# Алвис
 Тази статия е за марката автомобили.  За бразилския писател вижте Кастру Алвис.  
Алвис (на английски: Alvis) е марка британски автомобили, произвеждани от Alvis Car and Engineering Company Ltd. от Ковънтри в периода 1920 - 1967. Фирмата произвежда също така двигатели за самолети и военни машини.

## История
Компанията е основана през 1919 г. под името TG John and Co. Ltd., а първите ѝ продукти са стационарни машини, карбуратори и мотопеди. Първият автомобил е направен през 1920 г. - това е моделът 10/30, който се радва на голям успех и поставя основите на репутацията на фирмата като производител на качествени и високофункционални коли. През 1921 г. името на компанията е променено на Alvis Car and Engineering Company Ltd.
През 1927 г. дебютира шестцилиндров двигател с 14.75 к.с., който се превръща в основата на много луксозни модели, произвеждани до началото на Втората световна война. Те имат редица технически нововъведения като независимо предно окачване, спирачки със серво усилване, предно предавене, горно разположен предавателен вал и др. Главният дизайнер на фирмата Смит-Кларк измисля няколко изключително красиви модела през 30-те години като Спийд 20, Спийд 25 и Спийд 4.3 Литра. Някои считат Спийд 25 за един от най-добрите автомобили в това десетилетие. Също като много други автомобилни компании, Алвис не произвожда собствени каросерии, а дава поръчки на местни производители на каросерии като Cross and Ellis, Charlesworth и Vanden Plas. През 1936 г. името на компанията отново е сменено, този път на Alvis Ltd., а по-късно, в началото на Втората световна война започва производството и на самолетни двигатели и бронирани военни машини.
Първоначално по време на войната е преустановено производството на автомобили, но скоро след това продължава сглобяването на моделите 12/70, Силвър Крест, Спийд 25 и 4.3 Литра докато автомобилния завод на фирмата е разрушен при бомбардировките над Ковънтри през 1940 г. (странното е, че военния завод остава почти непокътнат). Ценни машини са унищожени, което води подновяване на производството на коли чак в края на 1946 г. с четирицилиндровия модел ТА14, който е базиран на и наподобява 12/70. Благонадежден и атрактивен, той се харесва на хората в следвоенна Великобритания, но магията на моделите отпреди войната сякаш се е изпарила и това прави задачата на специализиран автомобилен производител, какъвто е Алвис, нелека. На всичкото отгоре много от предвоенните производители на каросерии или не „преживяват“ войната или след нея са закупени от други производители и затова Алвис отделя много време и усилия в търсенето на благонадежден и изгоден производител на каросерии.
През 1950 г. Смит-Кларк се пенсионира след 27 години на поста главен дизайнер. Същата година са представени ново шаси и нов шестцилиндров трилитров двигател, който се превръща в основата на всички модели на фирмата до края на производството им през 1967 г. Също като при предшественика си ТА14, каросериите тип седан на модела ТА21 се доставят от Мълинърс от Бирмингам, а тези за кабриолетите — от Тикфорд. Мълинърс обаче е закупена от Стандарт Мотор Къмпани, докато Тикфорд става част от Астон Мартин, заради което през 1954 г. на Алвис отново се налага да търси нови пратньори за производството на каросерии. По това време швейцарският производител Херман Грабер прави няколко много красиви каросерии за единични бройки коли на Алвис и през 1955 г. всички каросерии на Алвис започват да се произвеждат по лиценз на Грабер. Тези на TC108/G се правят от Уилоубрук в Лафбъро, но високата е причината сътрудничеството между двете компании да не трае дълго. Чак през 1958 г. с пускането на пазара на TD21 започва нещо наподобяващо серийно производство, защото е подписан договор с Парк Уорд, който прави каросерии за Ролс-Ройс и Бентли, за доставката на каросерии на много по-изгодна цена. Въпреки това цената на TD21 и наследниците му TE21 и TF21 е почти двойно по-висока от тази на масово произвежданите Ягуари и става ясно, че Алвис не може още дълго да бъде конкуретноспособен.
През 1967 г. Алвис спира да произвежда автомобили, но сглобяването на бронирани военни машини продължава под същото име. Причината за краха на фирмата са високите цени на моделите ѝ, слабите продажби, както и политическите конфликти, свързани с автомобилостроенето във Великобритания по това време. Освен това някои модели, за които се смята, че ще донесат успех на Алвис, не стигат до производство. Например създателят на Мини Алек Исигонис, който работи в Алвис между 1952 и 1955 г., създава нов модел с V8 двигател, но той не вижда бял свят, защото се оказва, че ще е твърде скъп за произвеждане. Когато Роувър купува контролния пакет акции в Алвис през 1965 г. се появяват информации, че създаденият от Роувър прототип P6BS със средно разположен двигател ще се продава като Алвис, но поради липса на средства и след като става част от Бритиш Лейланд, плановете за серийно производство са отхвърлени.

## Модели
Автомобили
- 10/30 (1920 – 1923; 603 бройки)
- 11/40 (1921 – 1923; 382)
- 12/40 (1922 – 1925; 1552)
- 12/50 (1923 – 1933; 3616)
- 14.75 (1927 – 1929; 492)
- 12/75 (1928 – 1931; 142)
- 16.95 Силвър Ийгъл (1928 – 1936; 1357)
- 12/60 (1931 – 1932; 282)
- Спийд 20 (1932 – 1936; 1165)
- Файърфлай 12 (1933 – 1934; 904)
- Крестид Ийгъл (1933 – 1940; 652)
- Файърбърд (1935 – 1936; 449)
- 3 1/2 Литра SA (1936; 61)
- Силвър Крест (1937 – 1940; 344)
- Спийд 25 (1936 – 1940; 536)
- 4.3 Литра (1937 – 1940; 204)
- 12/70 (1938 – 1940; 776)
- ТА14 (1946 – 1950; 3311[1])
- ТВ14 (1948 – 1950; 100[1])
- ТА21 (1950 – 1953; 1316[1])
- ТВ21 (1950 – 1953; 31[1])
- ТС21 (1953 – 1956; 757[1])
- TC 108G (1955 – 1958; 37[1])
- TD21 (1958 – 1963; 1073[1])
- TE21 (1964 – 1966; 352[1])
- TF21 (1966 – 1967; 106[1])

Военни машини
- Саладин
- Сарацин
- Стоуърт
- CVR(T)
- Стормър
- Саламандър